# Nic nie zostanie zapomniane
Nic nie zostanie zapomniane (tytuł oryginalny: Asgjë nuk harrohet) – albański film fabularny z roku 1985 w reżyserii Esata Ibro.

## Opis fabuły
Film dość nietypowy dla kina albańskiego lat 80. Kasem Zhulaku, emigrant polityczny powraca po latach do ojczyzny. W małym mieście zostaje zamordowany w niejasnych okolicznościach. Grupa śledcza krok po kroku odtwarza ostatnie chwile życia zamordowanego, docierając do spraw z końca lat 40., a w konsekwencji znajdując sprawcę zbrodni.
Zdjęcia do filmu kręcono w Tiranie, Durrës i w Pogradcu.

## Obsada
- Mario Ashiku jako prof. Kallmi
- Thimi Filipi jako śledczy Gramoz
- Guljelm Radoja jako rybak
- Jani Riza jako Lame Kurrizi
- Llazi Sërbo jako śledczy Andi Rama
- Stavri Shkurti jako tłumacz Manol Gjinaj
- Perika Gjezi jako Elmaz
- Ilia Shyti jako Ziver, weteran wojenny
- Marieta Ljarja jako Sara, żona Andiego
- Dhimitër Orgocka jako Fani
- Dhorkë Orgocka jako matka
- Ferdinand Radi jako taksówkarz w Beracie
- Gjergj Mele jako Gjergji, sekretarz partii
- Marko Bitraku jako Selman Hivziu
- Zhani Petro jako emerytowany nauczyciel Kozi
- Spiro Urumi jako Abdurraman Harrizi
- Vangjel Grabocka jako wujek Gorja
- Enver Plaku jako szef policji
- Vera Grabocka jako żona Gramoza
- Redi Radoja jako syn rybaka
- Liri Lushi jako Elizabeta, żona Agrona
- Matilda Makoçi jako Marjeta, siostra Agrona
- Vladimir Muzha jako komendant policji
- Shkëlqim Jaupi jako kelner Viron Mersini
- Marta Burda
- Merita Çoçoli